# Geranium arabicum
Geranium arabicum là một loài thực vật có hoa trong họ Mỏ hạc. Loài này được Forssk. mô tả khoa học đầu tiên năm 1775.